# 1912 na ciência

## Eventos
- 19 de dezembro - fundada em Curitiba a Universidade do Paraná, atual UFPR, a primeira universidade federal brasileira.
- 19 de dezembro - fundada a Faculdade de Medicina e Cirurgia de São Paulo, atual Faculdade de Medicina da Universidade de São Paulo.
- O arqueólogo alemão Ludwig Borchardt descobre, nas ruínas do palácio de Tell al-Amama, o busto de Nefertiti.
- Alfred Wegener: Deriva continental
- Max von Laue :  Difração de raios X
- William Henry Bragg e William Lawrence Bragg propõem a Lei de Bragg e estabelecem o campo da cristalografia de raios X, uma importante ferramenta para elucidar a estrutura cristalina de substâncias.[1]
- Peter Debye desenvolve o conceito de dipolo molecular para descrever a assimetria na distribuição de cargas em algumas moléculas.[2]

## Nascimentos
| Data           | Nome                           | Profissão                | Nacionalidade                         | Observações | Ref               |
| -------------- | ------------------------------ | ------------------------ | ------------------------------------- | --- | ----------------- |
| 19 de janeiro  | Leonid Kantorovich             | matemático e economista  | União Soviética                       | m. 1986 Nobel de Economia 1975                                                                                   | [ 3 ]             |
| 6 de fevereiro | Christopher Hill               | historiador              | Reino Unido da Grã-Bretanha e Irlanda | m. 2003 |                   |
| 2 de março     | Wernher von Braun              | cientista e engenheiro   | Alemanha                              | m. 1977 |                   |
| 5 de março     | Marie-Antoinette Tonnelat      | física                   | França                                | m. 1980 |                   |
| 13 de março    | António Rodrigo Pinto da Silva | botânico                 | Portugal                              | m. 1992 |                   |
| 19 de abril    | Glenn Theodore Seaborg         | químico                  | Estados Unidos                        | m. 1999 Nobel da Química 1951 Prémio Enrico Fermi 1959                                                           | [ 4 ] [ 5 ]       |
| 22 de maio     | Herbert Charles Brown          | químico                  | Reino Unido da Grã-Bretanha e Irlanda | m. 2004 Nobel da Química 1979                                                                                    | [ 4 ]             |
| 31 de maio     | Chien-Shiung Wu                | física                   | China / Estados Unidos                | m. 1997 Prémio Wolf de Física 1978 Medalha Nacional de Ciências 1975 Prémio Tom W. Bonner de Física Nuclear 1975 | [ 6 ] [ 7 ] [ 8 ] |
| 23 de junho    | Alan Turing                    | matemático               | Reino Unido da Grã-Bretanha e Irlanda | m. 1954 |                   |
| 25 de junho    | Samuel Isaac Weissman          | químico e professor      | Estados Unidos norte-americano        | m. 2007 |                   |
| 28 de junho    | Carl Friedrich von Weizsäcker  | físico e filósofo        | Alemanha                              | m. 2007 Medalha Max Planck 1957                                                                                  | [ 9 ]             |
| 31 de julho    | Milton Friedman                | economista               | Estados Unidos                        | m. 2006 Nobel de Economia 1976                                                                                   | [ 3 ]             |
| 30 de agosto   | Edward Mills Purcell           | físico                   | Estados Unidos                        | m. 1997 Nobel da Física 1952                                                                                     | [ 10 ]            |
| 30 de agosto   | Howard Wilson Emmons           | engenheiro               | Estados Unidos                        | m. 1998 Medalha Timoshenko 1971                                                                                  | [ 11 ]            |
| 11 de dezembro | Euríclides de Jesus            | cirurgião cardiovascular | Brasil                                | m. 1993 |                   |

## Mortes
| Data            | Nome                   | Profissão               | Nacionalidade                         | Observações                                                            | Ref           |
| --------------- | ---------------------- | ----------------------- | ------------------------------------- | ---------------------------------------------------------------------- | ------------- |
| 12 de fevereiro | Gerhard Armauer Hansen | médico                  | Noruega                               | n. 1841                                                                |               |
| 21 de fevereiro | Osborne Reynolds       | físico                  | Reino Unido da Grã-Bretanha e Irlanda | n. 1842 Medalha Real 1888                                              | [ 12 ]        |
| 21 de fevereiro | Émile Lemoine          | matemático              | França                                | n. 1840                                                                |               |
| 6 de março      | August Toepler         | físico                  | Alemanha                              | n. 1836                                                                |               |
| 15 de março     | Cesare Arzelà          | matemático              | Itália                                | n. 1847                                                                |               |
| 29 de março     | Robert Falcon Scott    | explorador da Antártida | Reino Unido da Grã-Bretanha e Irlanda | n. 1868                                                                |               |
| 12 de junho     | Ferdinand Zirkel       | geólogo e petrologista  | Alemanha                              | n. 1938 Medalha Wollaston 1898 Medalha Cothenius 1899                  | [ 13 ]        |
| 17 de julho     | Henri Poincaré         | matemático              | França                                | n. 1854 Medalha Bruce 1911 Medalha Sylvester 1901 Prémio Poncelet 1885 | [ 14 ] [ 15 ] |
| ??              | Otto de Alencar        | matemático              | Brasil                                | n. 1874                                                                |               |

## Prémios
Medalha Copley
- Felix Klein[16]

Medalha Darwin
- Francis Darwin[17]

Medalha Davy
- Otto Wallach[18]

Medalha Edison IEEE
- William Stanley, Jr.[19]

Medalha Hughes
- William Duddell[20]

Medalha Lavoisier (SCF)
- Victor Grignard[21]

Medalha Lobachevsky
- Friedrich Schur[22]

Medalha Lyell
- Philip Lake[23]

Medalha Matteucci
- Pieter Zeeman[24]

Medalha Murchison
- Louis Dollo[25]

Medalha de Ouro da Royal Astronomical Society
- Arthur Robert Hinks[26]

Medalha Real
- Anatomia - Grafton Elliot Smith[27]
- Física - William Mitchinson Hicks[27]

Medalha Rumford
- Heike Kamerlingh Onnes[28]

Medalha Wollaston
- Lazarus Fletcher[13]

Prémio Nobel
- Física - Nils Gustaf Dalén[10].
- Química - Victor Grignard[4], Paul Sabatier[4].
- Medicina - Alexis Carrel[29].

Prémio Rumford
- Frederic Eugene Ives[30]